# Phytomyza penicilla
Phytomyza penicilla este o specie de muște din genul Phytomyza, familia Agromyzidae, descrisă de Friedrich Georg Hendel în anul 1935.
Este endemică în Austria. Conform Catalogue of Life specia Phytomyza penicilla nu are subspecii cunoscute.